# Терентьев, Игорь Герасимович
И́горь Гера́симович Тере́нтьев (17 (29) января 1892, Павлоград — 17 июня 1937, Бутырская тюрьма, Москва) — русский поэт, художник, театральный режиссёр
, представитель русского авангарда.

## Биография и творчество

### Происхождение
Родился 17 (29) января 1892 года в Павлограде, в семье поручика (в дальнейшем — полковника жандармерии) Герасима Львовича Терентьева и дочери отставного ротмистра Елизаветы (Елисаветы) Михайловны фон Дерфельден. Имел брата и двух сестёр: Владимира (родился 17/29 мая 1894), Ольгу (родилась 28 апреля /11 мая 1897) и Татьяну (родилась 18 /31 мая 1900).
После окончания гимназии В Харькове, куда в начале 1900 года переехали Терентьевы, поступил на юридический факультет Харьковского университета. В 1912 году перевёлся на юридический факультет Императорского Московского университета, который окончил в 1914 году.
В 1916 году женился на родной сестре Михаила Карповича Наталье и переехал жить в Тифлис, в дом её отца, Михаила Викентьевича Карповича. 11 октября 1916 года у супругов родилась дочь Татьяна.
В 1918 году вошёл в созданную Ильей Зданевичем футуристическую группу «41°» (К. Зданевич, К. Крученых и др.).
В 1922 году безуспешно пытался эмигрировать для воссоединения со своей семьёй. Отправился в Константинополь (Стамбул), но к моменту его приезда визы во Францию, где обосновались Терентьевы, выдавать перестали, и ему пришлось вернуться обратно.
Летом 1923 года переехал в Петроград. Работал в Музее художественной культуры (в дальнейшем — ГИНХУК) вместе с К. Малевичем, М. Матюшиным, П. Филоновым. В начале 1924 года он приступил к режиссёрской работе в Агитстудии и в Красном театре, для которого написал и поставил пьесу «Джон Рид» (премьера состоялась 24 октября 1924 года). Создал экспериментальный Театр Дома печати, в Шуваловском дворце на Фонтанке. Здесь Терентьев, считавший себя учеником В. Мейерхольда, поставил собственную пьесу «Узелок», оперу «Джон Рид» (1926, композитор Владимир Кашницкий), «Ревизор» Гоголя (одну из рецензий на постановку опубликовал А. Пиотровский), спектакль «Наталья Тарпова» (по одноимённому роману С. Семёнова).
В 1928 году гастролировал с Театром Дома печати в Москве в Театре Мейерхольда. Гастроли прошли успешно. А. Луначарский предложил перевести театр в Москву, однако ни помещения, ни денег Терентьев не получил, труппа распалась. Терентьев уехал на Украину, ставил в Одессе «Чудака» Афиногенова, «Ревизора» в Харькове. Работал в Днепропетровске в Русской драме, создал Украинский молодёжный театр.
Арестован в 1931 году в Днепропетровске. По статье 58 осуждён на 5 лет. Отбывал срок на Беломорканале, освобождён досрочно в 1934 году. Приехал в Москву. Пробовал, но не смог устроиться на работу в театр. Начал снимать фильм «Восстание камней» о событиях гражданской войны в Керчи, работа не была завершена. Терентьева пригласили с агитбригадой по вольному найму на канал Москва-Волга. На строительство канала приезжал М. Горький, агитбригаду Терентьева фотографировал А. Родченко.
28 мая 1937 года Терентьев был арестован повторно в Дмитрове. Расстрелян 17 июня в Бутырской тюрьме. Родственникам в 1959 году была выдана фальшивая справка о его смерти в 1941 году от «упадка сердечной деятельности».

## Театральные постановки
- «Ревизор» — комедия Н. В. Гоголя, Ленинград, театр Дома печати, 1927 г.
- «Луна-парк» — оперетта, муз. Н. М. Стрельникова. Московский театр оперетты, 1928 г.

## Значение
- Немецкий славист Вольфганг Ка́зак традиционно пытался идентифицировать Терентьева как «младшего брата» русского футуризма, и устанавливал (как если бы русский футуризм был чем-то прозрачно-ясным) понятные для себя векторы «влияния», — что методологически спорно, так как Терентьев и «41°» с первых шагов с футуризмом категорически размежевались[источник не указан 5148 дней] (можно говорить лишь о «взаимовлияниях» в среде русского авангарда):

«Терентьев как русский футурист находился под влиянием А. Кручёных, В. Маяковского и С. Третьякова. Его малочисленные публикации обнаруживают тот же самый подход протеста, возвращения к первоначальному значению слова и попытку при помощи отстраняющего способа набора обратить внимание на слово и смысл в новом контексте. К его технике принадлежит, между прочим, приверженность к общеизвестным пословицам, которыми он пользуется как языковым и смысловым материалом».